# Jocelyn Gill
Pour les articles homonymes, voir Gill.
Jocelyn Gill (1916 - 26 avril 1984) est une astronome américaine qui a travaillé pour la NASA.

## Biographie
Jocelyn R. Gill est diplômée du Wellesley College en 1938. Elle travaille au Mount Holyoke College en tant qu'assistante de laboratoire et instructrice d'astronomie, avant d'être embauchée au Massachusetts Institute of Technology et d'obtenir son doctorat à l'Université Yale en 1959,,. Gill rejoint la NASA en 1961 où elle travaille sur le programme spatial habité, effectue des recherches, occupe le poste de cheffe de la science en vol de 1963 à 1966 et travaille sur le projet Gemini. Elle participe à un vol d'éclipse solaire en juillet 1963 sur lequel elle observe la couronne solaire et vise à enseigner l'astronomie aux astronautes voyageant avec elle; un domaine dans lequel ils n'étaient pas autrement tenus d'être compétents.
Gill est membre de l'American Association for the Advancement of Science et reçoit le Federal Women's Award en 1966. Elle reçoit un diagnostic de sclérose en plaques et en 1966 reçoit un prix de la National Multiple Sclerosis Society pour être leur femme de l'année. Elle est décédée de la maladie en avril 1984 à l'âge de 67 ans.